# Veleň
Veleň (en allemand : Wellen) est une commune du district de Prague-Est, dans la région de Bohême-Centrale, en République tchèque. Sa population s'élevait à 1 641 habitants en 2020.

## Géographie
Veleň se trouve à 8 km à l'ouest-sud-ouest de Brandýs nad Labem-Stará Boleslav et à 14 km au nord-est du centre de Prague et fait partie de son aire urbaine.
La commune est limitée par Sluhy au nord, par Brázdim et Přezletice à l'est, par Prague au sud et au sud-ouest, et par Hovorčovice et Měšice au nord-ouest.

## Histoire
La première mention écrite de la localité date de 1318.

## Administration
La commune se compose de deux quartiers :
- Mírovice
- Veleň

## Transports
Par la route, Veleň se trouve à 8,5 km de Brandýs nad Labem-Stará Boleslav et à 16 km du centre de Prague.